# Апресов, Гарегин Абрамович
Гарегин (Георгий) Абрамович Апресов (6 января 1890, Кусары, Бакинская губерния — 11 сентября 1941, Медведевский лес под Орлом) — советский дипломат, разведчик и деятель Коминтерна, известный решением комплексных задач на пересечении дипломатии, разведки, политики и идеологии. До поступления на работу в Народный комиссариат иностранных дел имел обширный опыт политической деятельности, включая работу в правительстве бакинских комиссаров, а также активное участие в коммунистическом движении. Будучи специалистом по Востоку, эффективно проявил себя в оперативной работе и пропаганде. Работал в полпредствах СССР в Персии и Китае, занимая различные посты, включая должности генерального консула СССР в Урумчи и поверенного в делах СССР в Персии. Имея личный доступ к Иосифу Сталину, на пике своей деятельности в Синьцзяне (Китай) обладал исключительными полномочиями, фактически являясь ключевым представителем советских интересов в регионе. Был расстрелян в 1941 году в ходе сталинских репрессий.

## Биография

### Ранние годы
Г. А. Апресов родился в армянской семье в Кусары (сейчас — районный центр Азербайджана), где его родители, проживавшие в Баку, имели дачу. Будучи учеником 6-го класса гимназии, в 1908 г. примкнул к революционному движению. Принимал участие в общебакинских забастовках, выпуске прокламаций и ученического журнала. В конце 1908 года бакинской жандармерией дома у Апресовых был произведен обыск, и Г. А. Апресов был арестован. Просидел под арестом несколько дней.
В 1914 году окончил Московский университет по специальности «юрист». В Москве также участвовал в студенческих протестах.
Владел несколькими иностранными языками.
В 1915 году был призван на военную службу и отбывал её в качестве солдата на Кавказском фронте в городе Карсе. В дальнейшем был направлен в школу прапорщиков в Тифлис. По окончании школы служил на персидской границе в 4-м конном пограничном полку, откуда за антивоенную работу среди солдат был переведен под надзор в штаб отряда и назначен на должность адъютанта штаба.

### После Революции

#### Среди бакинских комиссаров
В 1917—1918 годах — председатель уездного совета в городе Ленкорань вблизи границы с Персией на территории современного Азербайджана, где его застала Февральская революция.
В марте 1918 года — член правительственной директории в Баку. В 1918 году — член Продовольственной директории Баку. Оказывал помощь в организации продовольственного снабжения Баку, переживавшего тяжелый продовольственный кризис. В частности, выезжал в Персию для закупки продовольствия. Взаимодействовал с П. А. Джапаридзе и Г. Г. Султановым.

#### Поволжье
С 1918 года — член Ревтрибунала в Саратове, куда, согласно автобиографии, переехал в связи с болезнью. В 1918—1919 годах — заведующий Губернским отделом юстиции (Саратов). Был членом коммунистического отряда особого назначения, принимал участие в подавлении восстаний против большевиков.
Член РКП(б) с 1918 года.

#### Кавказ
В 1920 году вёл подпольную работу на Кавказе. До советизации Азербайджана работал при подпольном Краевом комитете, выполняя особые задания последнего, которые в основном сводились к организации финансово-денежных операций Краевого комитета.
В 1920—1921 годах — заместитель Народного Комиссара юстиции Азербайджанской ССР, начальник отдельной бригады Красной Армии, начальник пограничных войск.
В 1921—1922 годах — член коллегии Наркомюста в Грузии.

### Работа в Персии
В 1922—1923 годах — консул Консульства СССР в Реште (Персия). Характеризовался британскими дипломатами, как пылкий коммунист и энергичный пропагандист. По их же свидетельству, губернатор Гиляна находился полностью «под каблуком» у Апресова и поддерживал коммунистическую программу.
В 1924—1925 годы — консул СССР в Исфахане (Персия).

В 1923—1926 годы — консул СССР в Мешхеде (Персия). Одновременно — резидент ИНО ОГПУ, временный поверенный СССР в Персии (1923—1924). По свидетельству перебежчика Г. С. Агабекова, являлся также представителем военной разведки и Коминтерна. Г. С. Агабеков следующим образом отзывался о Г. А. Апресове: 
Апресов, занимая должность советского консула и резидента, являлся одновременно представителем Разведупра и Коминтерна и работу в Мешеде поставил на должную высоту. Юрист по образованию, очень толковый, хорошо знающий психологию Востока, владеющий персидским языком и тюркским наречием, любящий риск и приключения, он самой природой был создан для работы в ОГПУ на Востоке. К тому же он имел некоторую практику в работе. Будучи советским консулом в Реште, он сумел похитить через сожительницу английского консула в Реште архив консула, чем завоевал полное доверие этого учреждения.
Апресов взялся за работу, и к середине 1923 года от него стали поступать копии всей секретной переписки английского консульства в Мешеде с английским посланником в Тегеране и с индийским генеральным штабом.

…Несмотря на успехи Апресова, ОГПУ не было им довольно, потому что свои донесения он в копиях посылал Разведупру и Наркоминделу, а ОГПУ любит владеть информацией монопольно. 
Активно работал с армянской диаспорой Персии и пытался оказывать влияние на церковную политику местной армянской церкви.
Являлся сотрудником аппарата исполкома Коминтерна.
В 1926 году был вызван в Москву и снят с должности после ошибки в политическом анализе восстания в Хорасане.
В 1927 году характеризовался полномочным представителем СССР в Персии К. К. Юреневым, как прекрасный разведчик, но однако как работник, несколько склонный к саморекламе и авантюризму. Тем не менее, был рекомендован Юреневым к «серьезной работе».

### Работа в СССР
С сентября 1927 по январь 1928 года — член Военной коллегии Верховного суда СССР. Уволился по собственному желанию.
В 1927—1932 годах — агент Народного комиссариата иностранных дел в Баку. Одновременно — уполномоченный НКИД СССР при СНК Азербайджанской ССР (1929), при СНК Узбекской ССР (1930), по Средней Азии (1930). 
В характеристике на Апресова, составленной Юреневым в 1927 году, которая хранится в Российском государственном архиве социально-политической информации, имеется рукописное пояснение. Согласно ему, должность или статус Апресова на тот момент значится как "уполномоченный в Туркестане по пограничным вопросам". 
Имеется также упоминание о чтении Апресовым лекций по тактике в Средней Азии в относящемся к Коминтерну Коммунистическом университете трудящихся Востока им. И. В. Сталина.

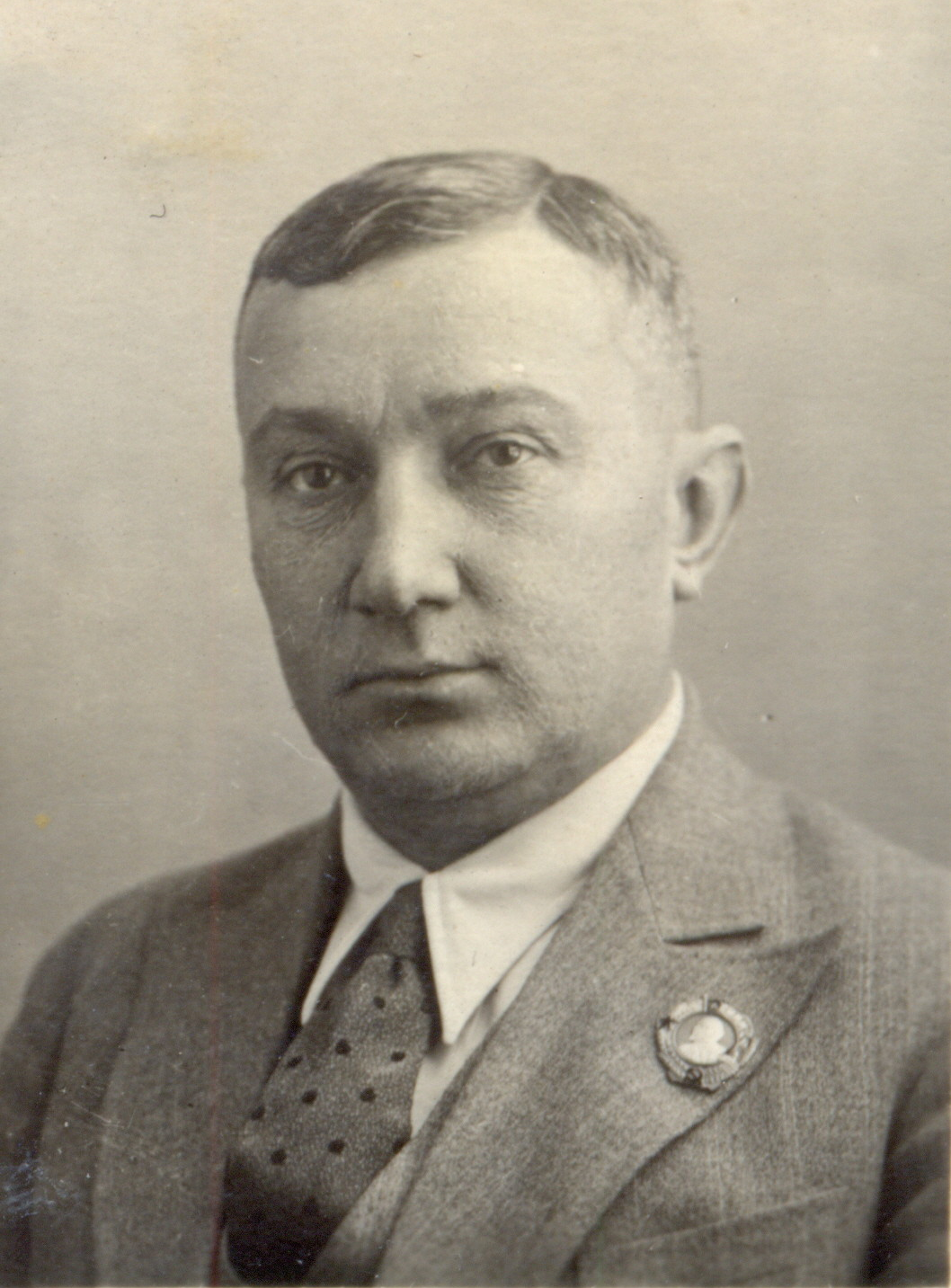
Гарегин Апресов

### Работа в Китае

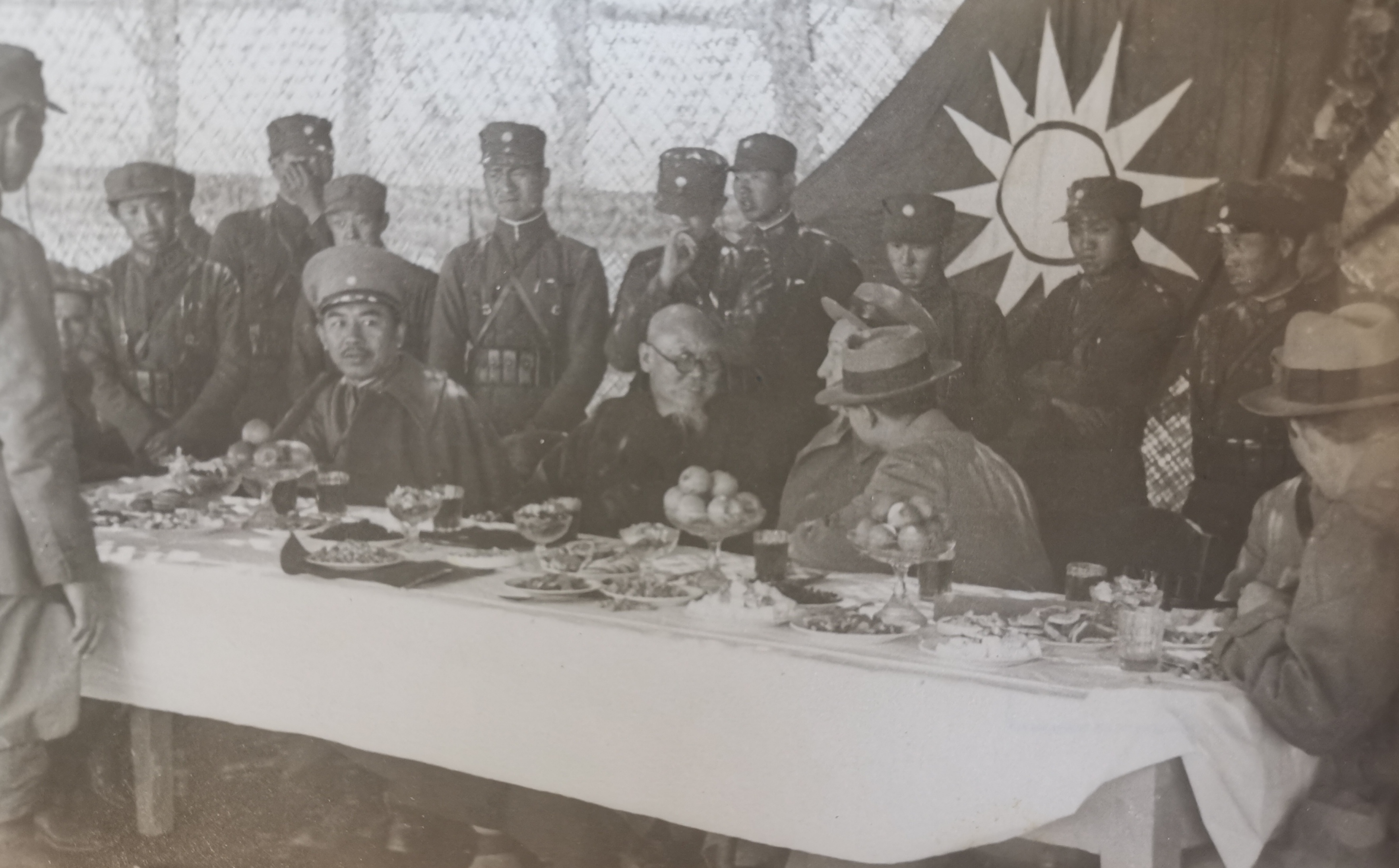
Консул СССР Г. А. Апресов на официальном приеме в Китае (Синьцзянь), 1934 год

В 1933 году — генеральный консул СССР с особыми полномочиями в Урумчи (Китай). Резидент ИНО ОГПУ.
1930-е годы ознаменовались периодом тесного сотрудничества между СССР и правительством Шэн Шицая в Синьцзяне, который обеспечивал фактическое протекторатное положение Синьцзяна под эгидой СССР.
Советские представители сыграли ключевую роль в управлении регионом. Три волны советских агентов (1931, 1935 и 1936 годов), состоявшие преимущественно из ханьцев, проживавших в СССР, проникли в секретную полицию Синьцзяна, Народную антиимпериалистическую ассоциацию (созданную по инициативе Апресова), Отдел пограничных дел (занимавшийся в том числе и разведкой) и другие важные учреждения. Это позволило СССР оказывать значительное влияние на управление провинцией, а Шэн часто был вынужден назначать подготовленных в СССР представителей на высокие посты. Координировал эту деятельность Г. А. Апресов. На встрече в июле 1935 года советские представители заявили о намерении при необходимости устранить Шэна, если он перестанет соответствовать советским интересам.
На посту генерального консула Апресов активно выступал за ускоренное освоение богатых природных ресурсов Синцзяня (особенно нефти). Летом 1935 года, будучи на отдыхе в СССР, обсуждал эту тему со Сталиным у него на даче в Сочи.
4 сентября 1935 года Сталин написал Молотову и Кагановичу: «не следует ли добиться того, чтобы СССР был представлен в Синьцзяне только Апресовым, а чекисты наши в Синьцзяне отказались от хозяйничания и во всем подчинялись Апресову». 10 сентября того же года Апресов был назначен Уполномоченным ЦК ВКП(б), в задачи которого входило обеспечение проведения единой линии представителями всех ведомств, включая НКВД и НКО; сотрудникам других наркоматов было запрещено без предварительного разрешения Уполномоченного ЦК предпринимать какие-либо действия, имеющие или могущие иметь политическое значение для СССР и проводимой в Синцзяне линии. Апресов также получил полномочия снимать с должности и отправлять обратно в СССР любых советских работников в Синцзяне. 13 сентября 1935 года по предложению Молотова, Кагановича и Ворошилова, одобренному Сталиным, награждён орденом Ленина (без опубликования в печати).
В результате нового назначения Апресов оказался в двойном оперативном подчинении — НКИД и ЦК ВКП(б). Такое положение дел не могло нравиться наркому иностранных дел М.М. Литвинову, который был вынужден не раз обращаться к И. В. Сталину с просьбами воздействовать на своего подчиненного, склонного непосредственно руководить местными китайскими властями. «Хотя Апресов и числится полпредом, — писал нарком И. В. Сталину в декабре 1936 года, — он фактически находится вне моего воздействия, поэтому указания от меня не достигнут цели». Аналогично, полномочный представитель СССР в Китае Д. В. Богомолов неоднократно докладывал в Москву о том, что Апресов не воспринимает его указаний.
Апресов обладал такой большой властью в Синьцзяне, что стал широко известен как «царь» Апресов. Так, британский подполковник Р. Шомберг замечал в этой связи: «В таком городе, как Урумчи, центральной фигурой является советский консул. Чем он занимается, что говорит, что думает, куда направляется — каждое его действие представляет для всех большой интерес».
В 1935—1936 годах — начальник 2-го (Восточного) отдела НКИД СССР.

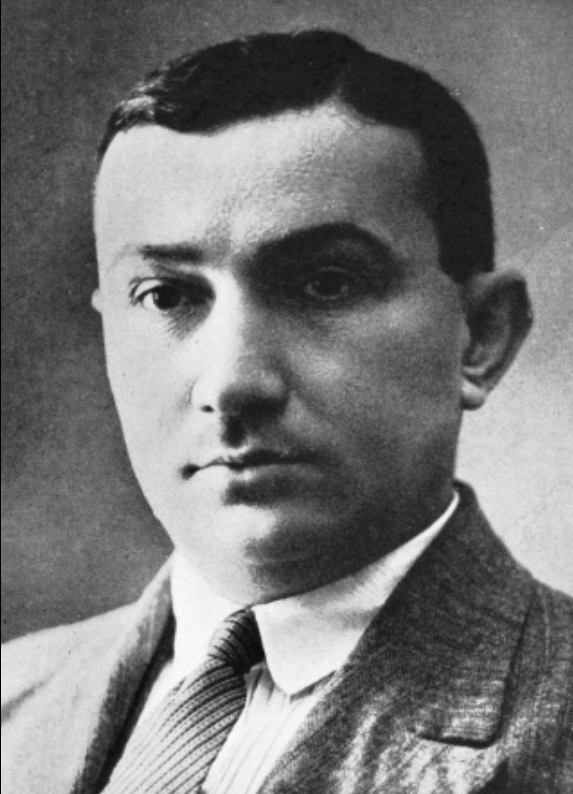
Генеральный консул СССР в Урумчи Г. А. Апресов

Выступал за более активное представительство разных этнических групп Синцзяна в местных органах власти. По некоторым оценкам, именно Апресов мог способствовать внедрению понятия «уйгур» в качестве этнонима для коренных оседлых тюрко-язычных мусульман южного и восточного Синьцзяна, что соответствовало советской практике национального строительства.
Известна история участия Апресова в судьбе Юй Сюсуна — деятеля Коммунистической партии Китая и одного из первых её членов, который был тесно связан с Коминтерном. Юй Сюсун прибыл в Синьцзян из СССР летом 1935 года и возглавил секретариат Народной антиимпериалистической ассоциации. У него возникли романтические отношения с Шэн Шитун — младшей сестрой Шэн Шицая. Однако их отношения столкнулись с сопротивлением семьи Шэн, особенно её брата, который сомневался в целесообразности этого союза. Апресов сыграл ключевую роль в преодолении этих препятствий — он лично вмешался в ситуацию, чтобы убедить Шэн Шицая дать согласие на свадьбу. В 1936 году состоялась пышная церемония, на которой присутствовали высокопоставленные лица, включая представителей советской стороны. Через Апресова Сталин передал в подарок молодоженам коробку одежды. По поводу события был снят документальный фильм, который затем был показан Сталину. Однако в 1937 году Юй Сюсун был арестован по обвинению в принадлежности к троцкистам и отправлен в СССР, где впоследствии был казнён. Шэн Шитун, оставшись одна, посвятила свою жизнь поиску правды о судьбе мужа и восстановлению его доброго имени. После многолетних усилий, в 1996 году, уже в преклонном возрасте, она добилась его реабилитации — Генеральная прокуратура Российской Федерации официально восстановила репутацию Юй Сюсуна, признав его полную невиновность.

## Отзывы современников
Во время работы Апресова в Персии он характеризовался британскими дипломатами как энергичный коммунистический работник и пылкий пропагандист. В их отчетах встречался также эпитет "пресловутый армянский коммунист".
Перебежчик Г. С. Агабеков отмечал любовь Апресова к приключениям и риску, а также его ценность в качестве разведчика.  

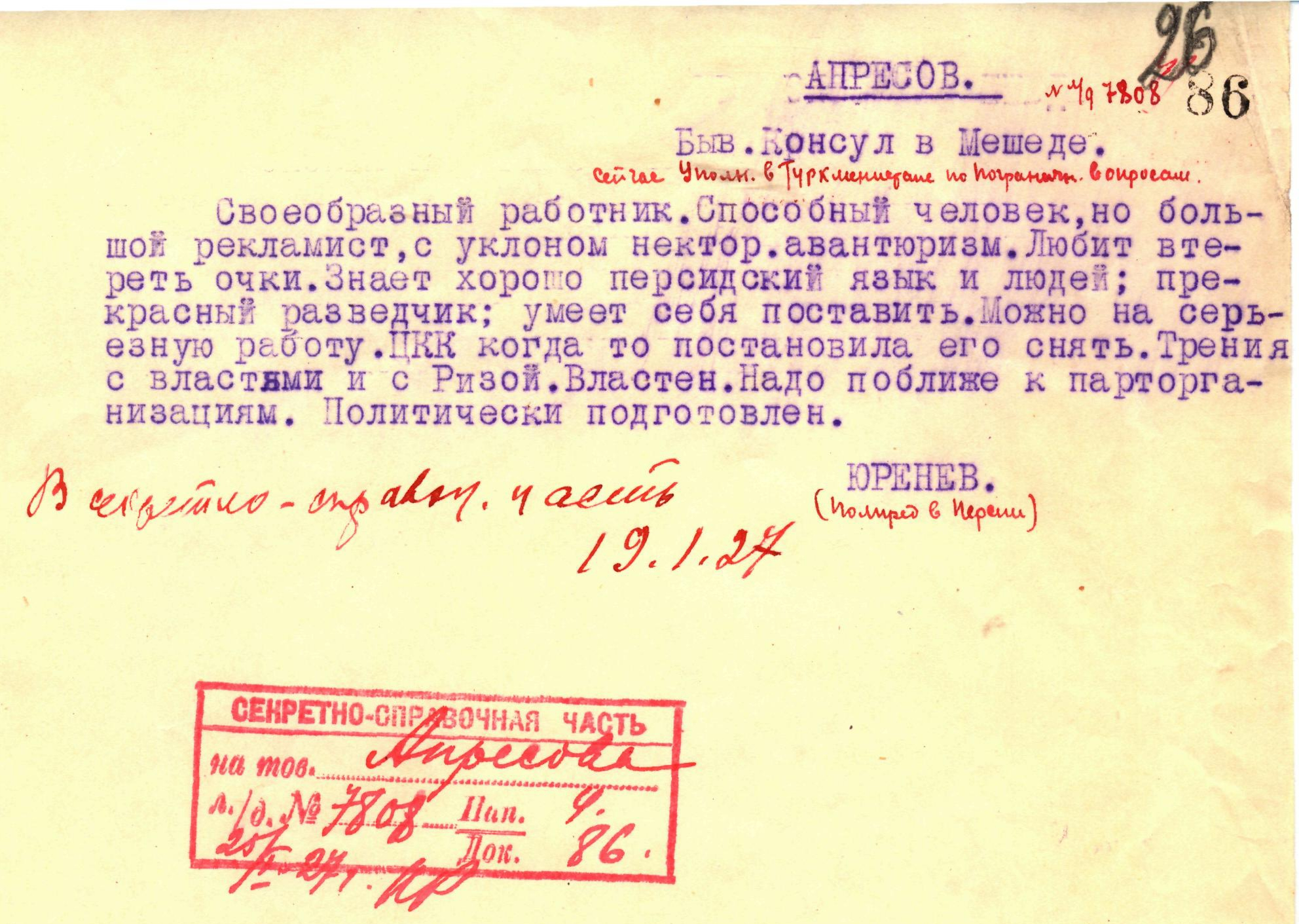
Характеристика на дипломата Гарегина Апресова, выданная К. К. Юреневым.

В 1927 году полномочный представитель СССР в Персии К. К. Юренев охарактеризовал Апресова следующим образом:  
Своеобразный работник. Способный человек, но большой рекламист, с уклоном некотр. авантюризм. Любит втереть очки. Знает хорошо персидский язык и людей; прекрасный разведчик; умеет себя поставить. Можно на серьезную работу. ЦКК когда-то постановила его снять. Трения с властями и с Ризой. Властен. Надо поближе к парторганизациям. Политически подготовлен.  
Сохранились также отзывы европейских путешественников об Апресове во время его работы в Синцзяне. Так, шведский путешественник Свен Хедин, встречавшийся с Г. А. Апресовым в Урумчи, охарактеризовал его как открытого, добродушного и жизнерадостного человека, обладавшего хорошим чувством юмора. Апресов значительно помог Хедину в вопросах получения разрешений от китайских властей по организации его экспедиции. Хедин утверждал, что Апресов обладал большей властью в Синцзяне , чем губернатор Шен Шицай. По оценке Хедина, опираясь на свое влияние, Апресов спас всю экспедицию, а, возможно, и жизнь его самого. Хедин также был радушно принят в генеральном консульстве СССР, а в честь встречи был организован большой банкет. 
Английский путешественник и дипломат Эрик Тейкман также был радушно принят в генеральном консульстве СССР в Урумчи и даже участвовал в пышном 12-часовом праздновании Дня Октябрьской революции, которое завершилось просмотром советского фильма о Чапаеве. Тейкман отмечал исключительное гостеприимство Апресова и его сотрудников. После ареста Апресова сотрудниками НКВД в 1937 году против него, в числе прочих, было выдвинуто обвинение в шпионской связи с Тейкманом.

## Арест и смерть
В 1937 году генерал-губернатор Синьцзяна Шэн Шицай начал свою собственную чистку в Синьзцзяне. В этом деле он получил помощь от НКВД. Шэн заявил о масштабном «фашистском троцкистском заговоре» с целью отторжения Синьцзяна от Советского Союза. Г. А. Апресов был в числе 435 предполагаемых заговорщиков, более того, он якобы и возглавил заговор. В результате, Г. А. Апресов был отозван из Китая. 
По некоторым данным, после возвращения из Китая мог встретиться со Сталиным на его даче в Москве, где Сталин предложил ему дипломатическую работу в Париже, а Апресов в ответ выразил желание остаться в СССР.
13 июня 1937 года уволен из НКИД СССР. После этого подвергся аресту. Сначала содержался в Бутырской тюрьме, а его дело вел следователь НКВД ст. майор милиции Т. М. Дьяков. Был обвинен в шпионаже в пользу Британии. Позже Дьяков был сам арестован, как враг народа, и дал показания на заместителя наркома НКВД СССР Л. Н. Бельского, который, по его словам, дал указание добиться признания от Г. А. Апресова. Впоследствии Бельский подвергся репрессиям и был расстрелян, как и Дьяков.
10 марта 1939 года состоялось первое заседание Военной коллегии Верховного суда СССР, на котором слушалось дело Апресова. В ходе заседания Апресов своей вины не признал, заявив, что данные им ранее признательные показания являются вымыслом и были получены следователем в результате применения жестоких методов физического воздействия. Указал на абсурдность обвинения в связи с британской разведкой в свете того обстоятельства, что он успешно боролся в Синцзяне с британским влиянием. Так, Апресов заявил следующее: «в 1933—1934 годах по моему настоянию в Синьцзяне арестовано 60 английских агентов» и «под моим руководством в Синьцзяне был произведен переворот в правительстве». Суд постановил провести дополнительное расследование, после чего Апресов был переведен в Сухановскую особорежимную тюрьму для особо важных политических заключённых, известную крайне жестоким отношением к ним. В этой тюрьме Апресов стал подвергаться пыткам и истязаниям и снова принялся давать признательные показания.
9 июля 1940 года состоялось второе заседание Военной коллегии Верховного суда СССР по делу Апресова. Вины на заседании Апресов снова не признал; заявил, что оговорил себя ранее в результате применения физических методов воздействия, обвинил в клевете бывшего первого заместителя Н. И. Ежова М. П. Фриновского, с которым у него были напряженные отношения со времен работы обоих в Баку в 1930 году. К тому времени Фриновский уже подвергся репрессиям и был расстрелян. Перед этим ему также пришлось выступить в роли узника Сухановской тюрьмы. На заседании суда Г. А. Апресов  заявил, что в результате применения физических методов воздействия в Сухановской тюрьме у него оказались выбиты зубы и он оглох на одно ухо. Тем не менее, на этом заседании он был приговорён к 10 годам лишения свободы по обвинению в антисоветской деятельности по ст. 58-1 п. «а» УК РСФСР. Однако обвинения по статьям 58-8 и 58-11 были с Апресова сняты.
Данный приговор выглядел сравнительно мягким по стандартам той эпохи и с учётом тяжести обвинений. Кроме того, срок следствия по делу был длительным вне нормы для времён репрессий. Известно, что за время следствия Апресов был трижды включен в так называемые сталинские расстрельные списки по I-ой категории, однако его гибели за этим не последовало.
В день вынесения приговора уже после заседания суда Апресов написал письмо председателю Военной коллегии Верховного суда СССР, в котором заявил, что «вынужден был под пытками и истязаниями оговорить себя» и что «по состоянию здоровья не смог вынести пыток и истязаний». В письме также сообщил, что в свои показания намеренно ввел фантазийных иностранных агентов с необычными именами, которые на разных языках, включая армянский, обозначают «Вынужденная Неправда», «Всё Неправда», «Чистая Неправда», «Большая Неправда». Призвал оценить это обстоятельство и провести дополнительное расследование.
За время заключения Апресову лишь однажды разрешили свидание с женой, на котором она увидела, что у него действительно выбиты зубы.
В 1941 году во время нападения фашистской Германии на СССР Г. А. Апресов находился в тюрьме в г. Орле. С самого начала войны Орловская область была объявлена на военном положении. Все дела о преступлениях против обороны, общественного порядка и государственной безопасности были переданы военным трибуналам, которые получили право рассматривать дела по истечении суток с момента вручения обвинительного заключения. 8 сентября 1941 года на основании постановления Государственного комитета обороны (№ ГКО-634сс) без возбуждения уголовного дела и проведения предварительного и судебного разбирательства военной коллегией Верховного суда СССР под председательством В. В. Ульриха (члены коллегии Д. Я. Кандыбин и В. В. Буканов) в числе 161 заключённого Орловской тюрьмы по ст. 58—10, ч. 2 УК РСФСР Г. А. Апресов был приговорён к высшей мере наказания — расстрелу. Расстрелян 11 сентября 1941 года в Медведевском лесу около Орла. Расстрел был инициирован наркомом внутренних дел СССР Л. П. Берией и санкционирован Государственным комитетом обороны СССР во главе с И. В. Сталиным. Все приговорённые обвинялись в «ведении пораженческой агитации и попытках подготовить побеги для возобновления подрывной работы».
Реабилитирован в 1956 году.

## Семья
- Жена — Лидия Артемьевна Апресова

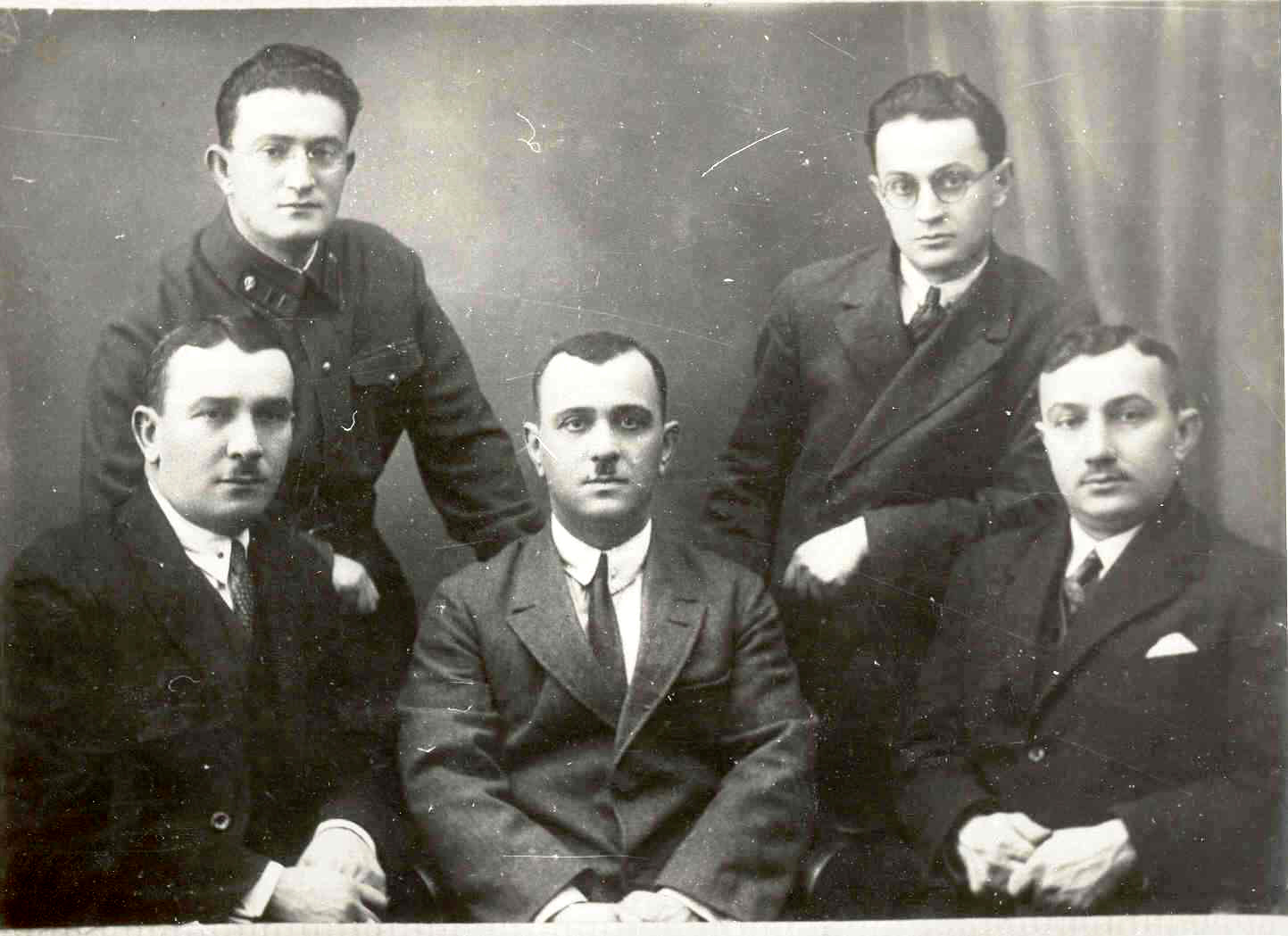
Братья Апресовы. Слева направо — стоят — Сергей Абрамович и Гурген Абрамович. Сидят — Григорий Абрамович, Константин Абрамович и Гарегин Абрамович. 1930 год.

- Брат — Сергей Абрамович Апресов (10.1.1895, Баку — 4.7.1938) — выпускник Военно-медицинской академии, начальник госпиталя в Баку. Арестован 3 марта 1938 года. Обвинён по ст. 21/64, 21/70, 73, 72 УК АзССР Выездной сессией Военной коллегии Верховного суда СССР в г. Баку 4 июля 1938 года приговорён к высшей мере наказания. В тот же день расстрелян. Реабилитирован Военной коллегией Верховного суда СССР 14 апреля 1956 года за отсутствием состава преступления[41][42].
- Брат — Константин Абрамович Апресов или Коте[43]
- Брат — Цовак Абрамович Апресов (1892—1969)[44]
- Брат — Гурген Абрамович Апресов
- Брат — Григорий, женат на Вивее Павловне, урождённой ?, у них сын Владимир Григорьевич Апресов (1915—1982)[45][46]

## Звания
- Комбриг

## Награды
- Орден Ленина (1935)[1][11].

## В художественной литературе
- Роман Татьяны Ованесовой (Tatiana Ovanessoff) «Ученик шпиона: роман, вдохновленный реальными событиями в Персии» («Spy’s apprentice: a novel inspired by true events in Persia»)[47].
- Роман Александра Горохова «Сотрудник иностранного отдела НКВД»[48]

## В популярной культуре
- Сайт Even Hell Flees: 1950 Wiki посвящён альтернативной истории, в которой СССР распадается и вытесняется на Восток немецко-фашистскими захватчиками, а Иосиф Сталин создаёт Дальневосточную Советскую Республику со столицей в Иркутске. Гарегин Апресов в этой версии истории фигурирует как министр иностранных дел республики[49].